# OR6P1
OR6P1 (англ. Olfactory receptor family 6 subfamily P member 1) – білок, який кодується однойменним геном, розташованим у людей на короткому плечі 1-ї хромосоми.  Довжина поліпептидного ланцюга білка становить 317 амінокислот, а молекулярна маса — 35 831.
| 10         |  | 20         |  | 30         |  | 40         |  | 50         |
| ---------- |  | ---------- |  | ---------- |  | ---------- |  | ---------- |
| MRNLSGGHVE |  | EFVLVGFPTT |  | PPLQLLLFVL |  | FFAIYLLTLL |  | ENALIVFTIW |
| LAPSLHRPMY |  | FFLGHLSFLE |  | LWYINVTIPR |  | LLAAFLTQDG |  | RVSYVGCMTQ |
| LYFFIALACT |  | ECVLLAVMAY |  | DRYLAICGPL |  | LYPSLMPSSL |  | ATRLAAASWG |
| SGFFSSMMKL |  | LFISQLSYCG |  | PNIINHFFCD |  | ISPLLNLTCS |  | DKEQAELVDF |
| LLALVMILLP |  | LLAVVSSYTA |  | IIAAILRIPT |  | SRGRHKAFST |  | CAAHLAVVVI |
| YYSSTLFTYA |  | RPRAMYTFNH |  | NKIISVLYTI |  | IVPFFNPAIY |  | CLRNKEVKEA |
| FRKTVMGRCH |  | YPRDVQD    |  |            |  |            |  |            |

A: Аланін

C: Цистеїн

D: Аспарагінова кислота

E: Глутамінова кислота

F: Фенілаланін

G: Гліцин

H: Гістидин

I: Ізолейцин

K: Лізин

L: Лейцин

M: Метіонін

N: Аспарагін

P: Пролін

Q: Глутамін

R: Аргінін

S: Серин

T: Треонін

V: Валін

W: Триптофан

Кодований геном білок за функціями належить до рецепторів, g-білокспряжених рецепторів, білків внутрішньоклітинного сигналінгу. 
Локалізований у клітинній мембрані, мембрані.